# Селибский сельсовет
Селибский сельсовет (бел. Сялібскі сельсавет) — упразднённая административная единица на территории Березинского района Минской области Белоруссии. Административный центр — агрогородок Селиба.

## История
Создан 20 августа 1924 года в составе Свислочского района Бобруйского округа БССР. С 25 декабря 1962 года в составе Червенского района, с 6 января 1965 года — в составе восстановленного Березинского района.
21 декабря 2007 года в состав сельсовета вошла территория упразднённого Бродецкого сельсовета.
Упразднён 28 мая 2013 года, территория упразднённого сельсовета вошла в состав Капланецкого сельсовета. Согласно переписи населения 2009 года на территории сельсовета проживало 996 человек, среди которых 94,1 % — белорусы.

## Состав
Селибский сельсовет включал 26 населённых пунктов:
- Барсучина — деревня.
- Бродец — деревня.
- Восход — деревня.
- Жалино — деревня.
- Зорька — деревня.
- Ильинка — деревня.
- Колос — деревня.
- Крапивня — деревня.
- Красное — деревня.
- Красный Пахарь — деревня.
- Лучной Мост — деревня.
- Маёвка[3] — деревня.
- Местино — деревня.
- Мирославка — деревня.
- Налазы — деревня.
- Новое Житьё — деревня.
- Осово — деревня.
- Отвага — деревня.
- Островки — деревня.
- Оступ — деревня.
- Плисичино — деревня.
- Подкамень — деревня.
- Путьково — деревня.
- Селиба — деревня.
- Старый Койтин — деревня.
- Улесье — деревня.